# Cantonul Montbarrey
Cantonul Montbarrey este un canton din arondismentul Dole, departamentul Jura, regiunea Franche-Comté, Franța.

## Comune
- Augerans
- Bans
- Belmont
- Chatelay
- Chissey-sur-Loue
- Germigney
- La Loye
- Montbarrey (reședință)
- Mont-sous-Vaudrey
- Santans
- Souvans
- Vaudrey
- La Vieille-Loye